# Lamaigrexa
San Pedro de Lamaigrexa és una parròquia i localitat del municipi gallec d'A Pobra do Brollón, a la província de Lugo. Limita amb les parròquies de Saa al nord, Parada dos Montes i Salcedo a l'est, Castroncelos al sud i A Pobra do Brollón a l'oest.
El 2015 tenia 96 habitants agrupats en 7 entitats de població: Carril, Lamaigrexa, Martul de Alende, Recemunde, Tudriz i Vilar de Peras.
Entre el seu patrimoni destaca l'església de San Pedro, del segle xviii. Les festes se celebren en el mes de juny en honor de Sant Antoni.